# L'Esprit de contradiction

L'Esprit de contridiction est une pièce de théâtre en un acte écrite en 1700 par Charles Dufresny. Représentée pour la première fois le lundi 27 août 1700, au Théâtre-Français, L'Esprit de contradiction connut un grand succès et eut quinze représentations entre 1700 et 1701.

## Personnages
- Monsieur Oronte
- Madame Oronte
- Lucas, jardinier
- Angélique, fille de Monsieur Oronte
- Valère, amant d'Angélique
- Monsieur Thibaudois
- Le notaire
- Un laquais.

## Sujet
L'Esprit de contradiction est une comédie théâtrale articulée autour d'un triangle amoureux entre Angélique, Valère et Monsieur Thibaudois. Au cœur de l'intrigue, les désaccords des parents d'Angélique, Madame et Monsieur Oronte, sur les prétendants de leur fille, accentuent le drame. Angélique se retrouve face à un choix difficile : Valère, un jeune homme passionné, ou Monsieur Thibaudois, un commerçant aisé aux manières grossières. Lucas, le jardinier, essaie de tirer parti de la situation. Dans un retournement astucieux, Angélique et Valère conçoivent un stratagème pour déjouer Madame Oronte en lui faisant croire à l'indésirabilité de Valère. À la suite d'une dispute entre Angélique et Valère, Lucas informe Madame Oronte de leur conflit. Dans sa nature contradictoire, Madame Oronte, déterminée à marier Angélique contre son gré, est outrée lorsque son mari refuse de signer le contrat de mariage avec Valère. Dans un geste impétueux, elle décide de signer le contrat elle-même. Le chaos éclate lorsque Valère tente de s'emparer du contrat. En conclusion, Madame Oronte, se sentant trahie, promet de renier sa fille et envisage la séparation avec son mari. La pièce se clôt sur la réconciliation d'Angélique et Valère, laissant Madame Oronte en proie à ses contradictions.